# فرهنك الرشيدي

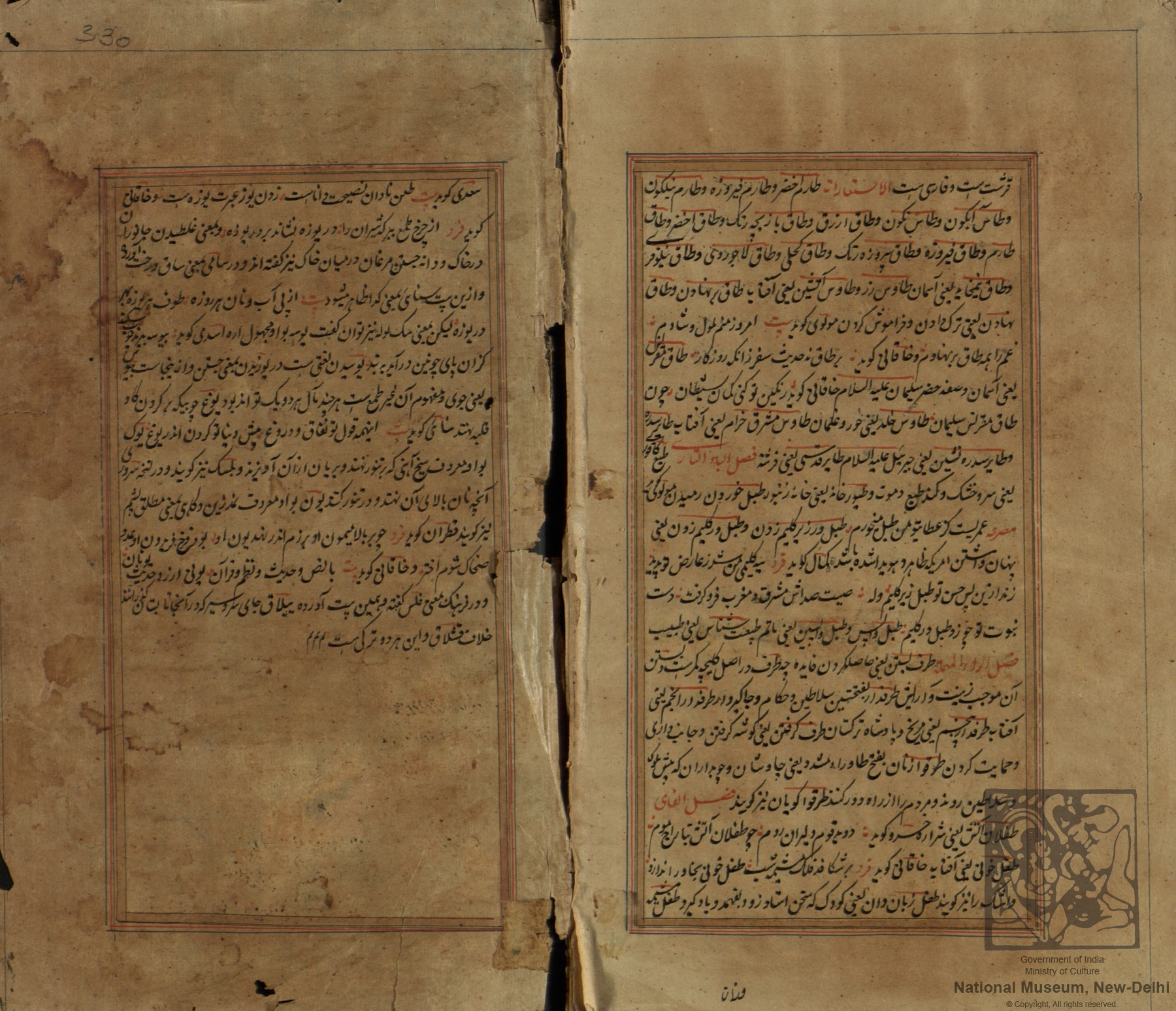
نسخة من مخطوطة فرهنك الرشيدي محفوظة في المتحف الوطني في دلهي

فرهنك الرشيدي (الفارسية: فرهنگ رشىدى, lit. 'قاموس الشجاعة') هو قاموس فارسي جُمع في الهند المغولية في القرن السابع عشر على يد الباحث عبد الرشيد ثاتاوي، في مدينة ثاتا. يعد هذا القاموس أحد أهم المساهمات في علم المعاجم الفارسية من العصر المغولي، وهو أول قاموس نقدي للغة الفارسية. وقد تم الاستشهاد به كمصدر في العديد من القواميس الفارسية اللاحقة واستخدمه الأوروبيون الراغبون في فهم الفُرس في دراستهم للغة. على عكس القواميس الأخرى في عصره، لا يحتوي قاموس فرهنك الرشيدي على إهداء، ويختلف العلماء حول ما إذا كان نتيجة لرعاية إمبراطورية.

## الكتابة
ألف عبد الرشيد بن عبد الغفور الحسيني الثاتاوي كتاب فرهنك الرشيدي، وهو شاعر وباحث وله مؤلفان معجميان آخران باسمه. يقدم المؤلف نفسه في الفرهنك بأنه ولد في التتا في السند، وأن عائلته تنحدر من المدينة المنورة ، ويدعي أنه ينحدر من الإمام الحسين؛ ولا يُعرف الكثير عن حياته. في مقدمة العمل يذكر المؤلف أن الغرض من القاموس هو تصحيح الأخطاء وملء الفجوات التي أحدثتها قاموسان رئيسان في ذلك الوقت، قاموس فرهنك جهانجيري ومجمع الفروس. ويقر المؤلف بأن هذه القواميس هي أفضل القواميس الفارسية الموجودة، ولكنه ينتقد تكرار هذه القواميس للكلمات والآيات، وإدراج الكلمات العربية والتركية الأصل دون الاعتراف بغربيتها، والاستخدام غير الصحيح للإعراب (العلامات التشكيلية) في العديد من الإدخالات. ولهذا السبب، يعتبر كتاب فرهنك الرشيدي اختصارًا لكتاب فرهنك جهانجيري ومجمع الفروس. إن رد القاموس وتحسينه للأعمال السابقة يجعله أول قاموس فارسي نقدي. ويستخدم كتاب فرهنك الرشيدي أيضًا العديد من القواميس الفارسية في العصور الوسطى كمصدر.
تم تجميع القاموس حوالي عامي 1653/1654 في التتا. في رأي المؤرخ مظفر عالم [الإنجليزية]، كان القاموس جزءًا من اتجاه المحاولات الرامية إلى "تطهير" اللغة الفارسية في الهند المغولية من خلال ربطها بجذورها الإيرانية. وقد جاء استكمال القاموس بعد استكمال القاموس المعروف باسم برهان القاطي، وهو قاموس هندي فارسي رئيس آخر تم تجميعه في الدكن، وذلك بعد عامين. على عكس القواميس الأخرى في ذلك الوقت، فإن قاموس فرهنك الرشيدي ليس مخصصًا لأي فرد. واتفق الباحثان المستشرقان تشارلز أمبروز ستوري وهينريش بلوخمان على أن القاموس كان مخصصًا لسلطان مغول الهند شاه جهان؛ وشرح بلوخمان عدم وجود إهداء في النص من خلال التأكيد على أن العمل لم يكتمل إلا عندما سُجن شاه جهان من قبل خليفته أورنجزيب، الذي لم يوافق عليه عبد الرشيد. لكن الباحث آرثر دودني يدحض هذا التفسير، مشيرًا إلى أن شاه جهان كان لا يزال في السلطة حوالي عام 1653 ولم يُسجن إلا في عام 1658. كما يتميز قاموس فرهنك الرشيدي عن القواميس المعاصرة بأنه نشأ في منطقة السند وليس في أي مركز إمبراطوري مغول.

## المحتوى
الفرهنك الرشيدي هو قاموس فارسي أحادي اللغة. يتكون الكتاب من مقدمة، يتبعها أربعة وعشرون بابًا. تشير مقدمة الكتاب إلى أن الكتاب يحتوي أيضًا على خاتمة، لكن هذا لم يظهر أبدًا. المقدمة هي عمل جدير بالملاحظة في حد ذاته؛ فهي مناقشة لمفردات وقواعد اللغة الفارسية وتمثل إحدى أقدم المحاولات الأكاديمية لوصف قواعد اللغة الفارسية. يحتوي القاموس على 8000-9000 مدخل مرتبة أبجديًا حسب الحرف الأول من الكلمة، ويتم تجميع كل كلمة تشترك في نفس الحرف الأول في فصل واحد. تنقسم الفصول إلى فصول (أقسام) تقوم بتجميع الكلمات حسب الحرف الثاني المشترك. كما أن العديد من هذه الأقسام تحتوي أيضًا على استعارات تظهر في نهايتها. يتم توفير نطق لكل كلمة باستخدام حروف العلة المكونة لها، ويتم إدراج المعادلات الهندية لبعض الكلمات.

## الإرث
حظي كتاب فرهنك رشيدي بشعبية واسعة بعد نشره نظرًا لاكتماله ومعالجته النقدية للقواميس السابقة. أطلق عليه الباحث جان ريبكا اسم أحد أهم ثلاثة قواميس التي أُنتجَت في الهند المغولية. كان هذا أحد القواميس التي وفرت الأساس لمعاجم اللغة الفارسية في القرن الثامن عشر، وتم الاستشهاد به كمصدر في القواميس الفارسية اللاحقة سراج اللغات (1734-1735)، وبهاري أجم (1749)، وغيث اللغة (1826-1827). في كتاب سراج اللغات، أشاد المؤلف سراج الدين علي خان أرزو بكتاب فرهنك الرشيدي لاقتباسه منه، ولكن أحد أغراض قاموسه الخاص كان إصلاح أوجه القصور في الأخير. أثر كتاب فرهنك الرشيدي في وقت لاحق على الدراسة الأوروبية للغة الفارسية؛ حيث استخدمه يوهان فولرز كمصدر في قاموسه الفارسي اللاتيني عام 1864، وفرانسيس جوزيف ستينجاس في قاموسه الفارسي الإنجليزي عام 1892. نُشرت رواية فرهنك جهانجيري في عام 1872 بواسطة الجمعية الآسيوية في كلكتا.
تم استخدام الجزء التمهيدي من كتاب فرهنك رشيدي كأساس لعمل في قواعد اللغة الفارسية بعنوان رسالة عبد الواسع، الذي ألفه عبد الواسع الحنسوي، المعاصر لعبد الرشيد - وكان هذا العمل بمثابة كتاب تمهيدي واسع الاستخدام في القرن الثامن عشر. تم نشر المقدمة بشكل منفصل أيضًا باسم قواعد النحو الفارسية (باللاتينية: Grammaticae Persicae praecepta ac regula) في عام 1864. 

## روابط خارجية
- مخطوطة مكتبة الكونجرس على ويكيميديا كومنز